# Ritzermühle
Ritzermühle ist ein Gemeindeteil der Stadt Berching im Landkreis Neumarkt in der Oberpfalz. Die Einöde liegt an der Unterbürger Laber.
Kirchlich gehört sie seit 22. April 1811 zur Pfarrei Holnstein im Dekanat Neumarkt in der Oberpfalz. Zuvor gehörte sie zur Pfarrei Waldkirchen.
Am 1. Januar 1972 wurde Altmannsberg mit Matzenhof, Ritzermühle, Simbach und Wackersberg nach Holnstein mit Butzenberg und Rudersdorf eingemeindet. Am 1. Mai 1978 wurde diese Kommune dann nach Berching eingemeindet.